# Halebop
Halebop är en mobiloperatör som startade sin verksamhet i maj 2000 och då erbjöd tjänster för mobiltelefoner. År 2001 förvärvades bolaget av Telia och i mars år 2002 lanserades Halebop kontantkort. Den 1 april 2003 övergick Halebop till att vara ett varumärke med ett eget tjänsteutbud i Telia Sonera-koncernen. Efter att ha varit en renodlad kontantkortsoperatör lanserades den 4 december 2007 Halebops första abonnemang.